# Explorer 18

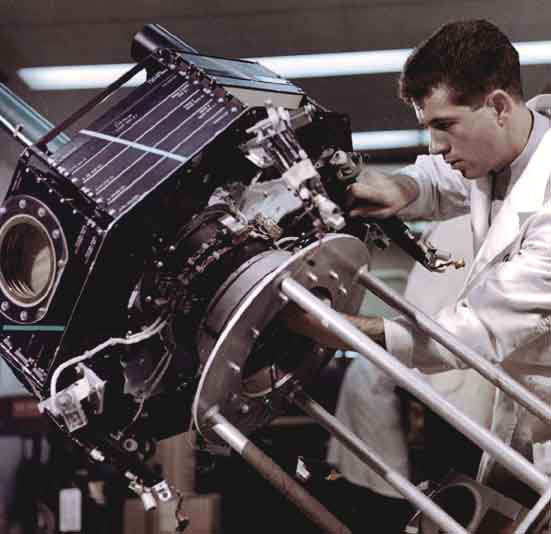
Explorer 18.

O Explorer 18, também conhecido como IMP-A ou IMP-1 (acrônimo de Interplanetary Monitoring Platform A ou 1), foi um satélite artificial da NASA lançado em 27 de novembro de 1963 por meio de foguete Delta C a partir do Cabo Canaveral.

## Características
O Explorer 18 foi lançado com a missão de estudar o meio interplanetário no que diz respeito aos campos magnéticos, as partículas energéticas, os raios cósmicos e os plasmas. A alimentação elétrica do satélite era fornecida por painéis solares e baterias. A telemetria emitia-se em rajadas de 81,9 segundos de duração, com 795 bits de dados. Após três sequências de dados transmitidos em 81,9 segundos de dados analógicos do magnetômetro de vapor de rubídio.
A nave funcionou sem problemas até 30 de maio de 1964 em que começou a fazê-lo de forma intermitente até 10 de maio de 1965 quando foi dado por perdido. O IMP-A foi injetado em uma órbita inicial de 197.616 km de apogeu e 192 km de perigeu, com uma inclinação orbital de 33,3 graus e um período de 5666 minutos. Reentrou na atmosfera em 30 de dezembro de 1965.

## Resultados
O IMP-A descobriu a existência de um arco de choque desacoplado da magnetopausa na direção para o Sol. Ele também estudou a modulação do espectro do hélio galáctico a baixa energia.